# تفتویل
تفتویل (انگلیسی: Taftville, Connecticut) شهری در آمریکاست.
تفتویل دهکده ای کوچک در کنتیکت شرقی است. در مجاورت  نورویچ  قرار گرفته است اما  دفتر پست  مستقلی  دارد ( زیپ‌کد  ۰۶۳۸۰).  در سال ۱۸۶۶ به عنوان محلی برای آسیاب بزرگ تفتویل ، بعداً آسیاب پانما(Ponemah) تاسیس شد. این روستا به عنوان تفتویل و به عنوان نام دیگر در فهرست ثبت ملی اماکن تاریخی ثبت شده است.